# Filmregissör

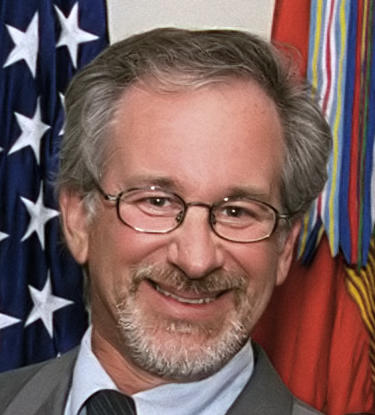
Steven Spielberg, den filmregissör i världen vars filmer dragit in mest pengar.

Filmregissör är en person som ansvarar för en films regi (tolka manus och därefter instruera skådespelare samt tillsammans med filmfotografen bestämma kamerans placering), men även leder arbetet på inspelningsplats. Regissören lyder vanligen under producenten och filmbolaget, och behöver bland annat ta hänsyn till filmens budget. På många filmer finns också en produktionsledare eller inspelningsledare samt regiassistent för att underlätta för regissören. I filmens efterproduktionsfas arbetar regissören tillsammans med klippare, ljudläggare och kompositör. Arbetsområden är exempel spelfilm (lång-, novell- eller kortfilm), dokumentärfilm, reklamfilm och TV-serier.
Ordet auteur (franska för författare) är en benämning på en särskilt konstnärligt, personligt inriktad regissör, som också är filmens författare och vanligen följer en egen tydlig konstnärlig linje genom sina olika produktioner, snarare än att låta andra bestämma vad denna ska göra. Begreppet auteur användes för första gången i den franska filmtidskriften Cahiers du cinéma 1954.

## Utbildning
Filmregissörer utbildas vid särskilda filmregiutbildningar, såsom Stockholms dramatiska högskola, Filmhögskolan i Göteborg, numera Akademin Valand, Den danske filmskole, Den norske filmskolen, polska Warsaw Film School, London Film Academy, Pekings filmhögskola och New York Film Academy, men också genom lärlingssystem, till exempel som regiassistent eller scripta. Det förekommer också att filmskådespelare blir filmregissörer. När det gäller personinstruktion har de då i allmänhet lättare att hjälpa andra skådespelare i deras rollgestaltningsarbete.

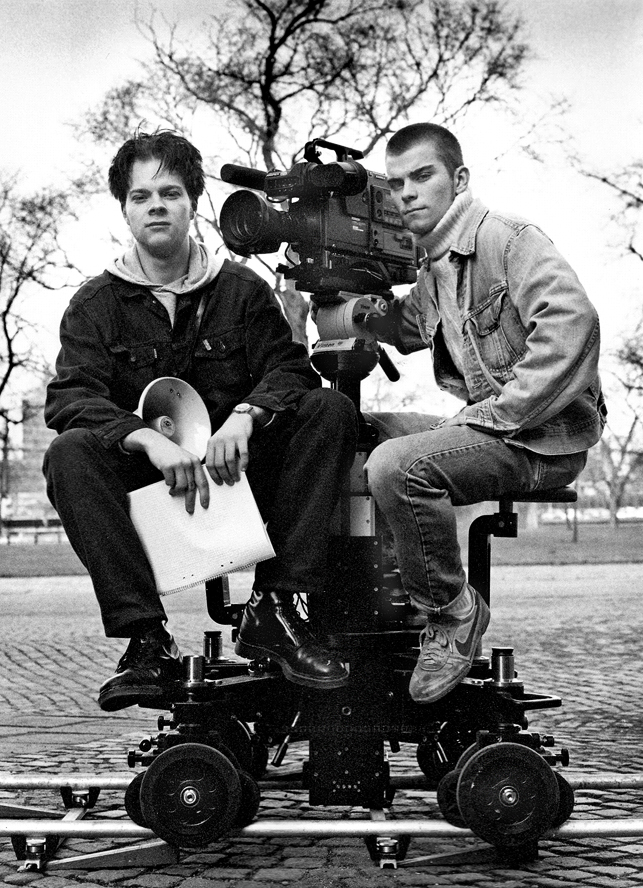
Filmregissören och filmfotografen, som ofta samarbetar nära under inspelningen.

## Arbetsuppgifter
Filmregissörer kan arbeta med olika produktioner på uppdrag, men kan också driva hela filmprojektet på egen hand. Ju större produktion, desto fler personer tenderar att vara inblandad i regissörens arbete.
Under förproduktionsfasen samarbetar filmregissören med manusförfattaren för att förbättra manuset. Även för auteurer kan detta innebära diskussioner med finansiärer eller manusdoktorer.Dessutom förbereder regissören inspelningen med producenter, rollbesättare, scenografer, etc. Regissören brukar vanligtvis inte ha ansvar för budgetutkast, den första kontakten med produktionsbolaget eller kontakter med finansiärer, men däremot kan regissören delta i arbetet med att bestämma vad pengarna ska användas till i förproduktion och efterproduktion. 
På inspelningsplats är filmregissören den som ansvarar för inspelningsplatsen, och som bestämmer hur filmen ska spelas in, till exempel hur många tagningar som ska göras av varje scen. En stor del av arbetet går ut på att ge personregi till skådespelarna, men även att med fotograf och ljussättare se till så att en enhetlig konstnärlig vision förs fram. För tagningar med många statister, djurskådespelare eller barnskådespelare används ibland regiassistenter och andra personer på inspelningsplats för att se till att inspelningstakten hålls.
Efter att inspelningen är slut, övervakar ofta regissören processen att klippa, ljudlägga och komponera musik till filmen. Den slutliga versionen av filmen framställs i samarbete mellan regissör, producent och filmbolag. Särskilt viktiga filmregissörer kan få "final cut"-rättigheter, något som kan leda till att flera versioner av samma film ges ut, såsom i fallet med filmen Blade Runner.

## Historia
I den tidiga filmen hade filmregissörerna inte särskilt stark ställning, utan det var skådespelarna och producenterna som fick det mesta av uppmärksamheten. Härifrån finns dock regissörer som Charlie Chaplin, som också var skådespelare. Den svenske filmregissören Mauritz Stiller tillhör de tidiga exporterna till amerikansk filmindustri. Några av de tidigaste filmregissörerna var kvinnor, såsom Alice Guy-Blaché, Lois Weber och Anna Hofman-Uddgren.
Under 1950-talet började framför allt franska filmkritiker diskutera den så kallade auteurteorin, som går ut på att film bör återspegla regissörens vision, med namn som François Truffaut och Alfred Hitchcock som exempel på regissörer. Detta resulterade i den franska nya vågen, men också att filmregissörerna fick en höjd status, ibland på bekostnad av andra personer i filmteamet.

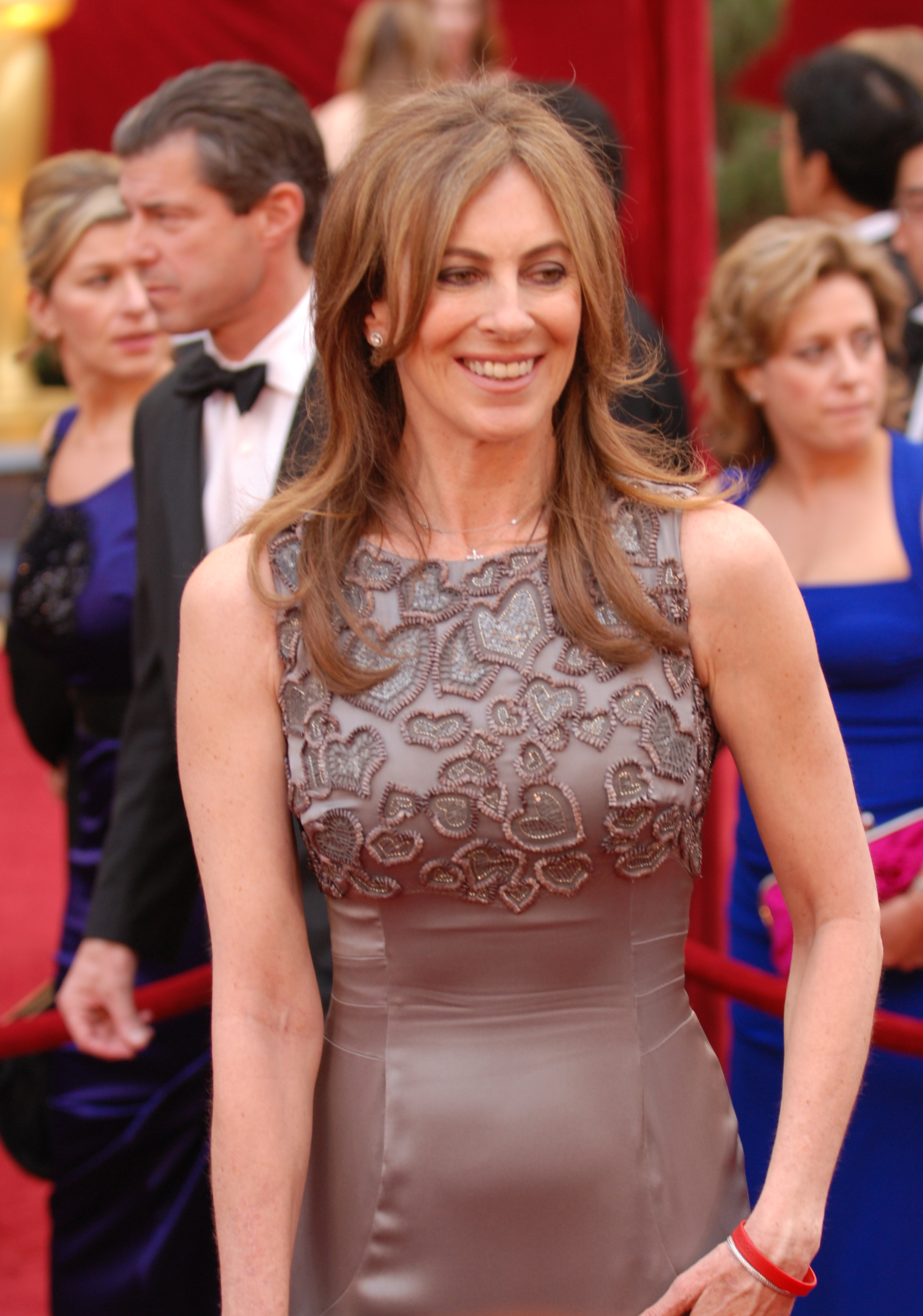
Kathryn Bigelow, vid den 82:a Oscarsgalan, då hon som första kvinna fick pris för bästa regi, för The Hurt Locker.

Några av de mest framgångsrika filmregissörerna är: Ingmar Bergman, Steven Spielberg, Martin Scorsese, Clint Eastwood, Federico Fellini, Akira Kurosawa, Sergio Leone, Stanley Kubrick, Francis Ford Coppola, Peter Jackson, Terry Gilliam, David Fincher, Alfred Hitchcock, Christopher Nolan, Sofia Coppola, Roland Emmerich, Kathryn Bigelow, Quentin Tarantino, Michael Bay, Tim Burton och James Cameron.
Under 2000-talet har allt fler minoriteter fått chansen att regissera film och TV, något som under lång tid varit ovanligt. Enbart drygt 3,4 % av de filmer med stor budget (över 40 miljoner dollar) har kvinnlig regissör. Medianbudgeten för kvinnliga regissörer var 66 % av de som manliga regissörer haft, och medelbudgeten var 84 % av vad manliga regissörer haft. Kvinnliga regissörer har dock haft större vinster. Medianåldern för manliga regissörer för att få stor budget var 47 år, medan kvinnliga regissörer var 50 år.

## Yrkesföreningar
Filmregissörer har samlats i olika föreningar för att bevaka sina intressen. I Sverige finns exempelvis Sveriges Filmregissörer som är en avdelning av Teaterförbundet, i USA Directors Guild of America, och i Storbritannien Directors UK.

## Priser och utmärkelser
Sedan 1927 har Amerikanska filmakademien delat ut sitt Academy Award (Oscar) för bästa regi. I början var priset uppdelat på dramatisk regi och komisk regi. Frank Borzage fick den första dramatisk regin-Oscar för filmen I sjunde himlen, medan Lewis Milestone fick komisk regi-Oscar för filmen Tusen och ett skratt. John Ford är den enda regissör som har fått fyra Oscar för bästa regi, följt av Frank Capra och William Wyler med tre stycken. 2010 blev Kathryn Bigelow första kvinna att vinna Oscar för bästa regi, efter att bara tre kvinnor tidigare blivit nominerade.
Andra regi-priser är den svenska Guldbaggen för bästa regi (sedan 1964), den amerikanska Directors Guild Award (sedan 1948), och den tyska Silverbjörnen (sedan 1956).